# Averno

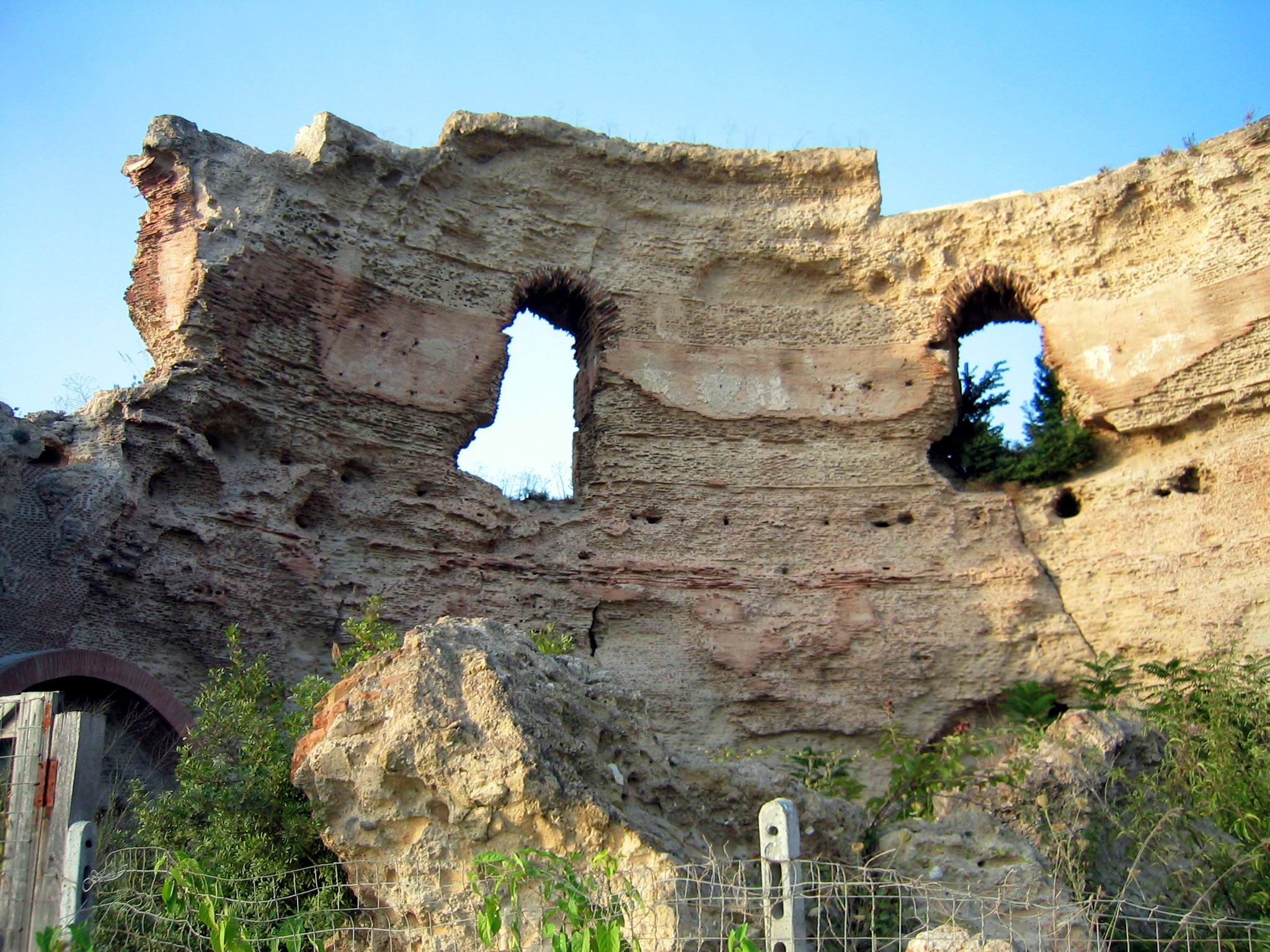
Restos de un templo dedicado a Apolo, junto al lago del Averno.

Averno era el nombre antiguo que se le daba, tanto por griegos como por romanos, a un cráter cerca de Cumas, Campania. Existía la creencia de que era una de la posibles entradas al inframundo. Posteriormente, la palabra pasó a ser simplemente un nombre alternativo para este.

## Descripción
El escritor griego Diodoro Sículo relata cómo Heracles desde la llanura Flegrea, descendió hacia el mar y realizó unas obras a orillas del lago llamado Aorno, que se consideraba consagrado a Perséfone. La palabra Averno deriva de la griega Áornos, compuesta por a: 'sin' y ornis: 'ave'. Esta etimología se refiere a que las aves no cruzaban este lugar por ser un cráter que expulsaba gases tóxicos. Este lago del Averno está situado en el cráter de un volcán apagado entre Miseno y Dicearquia.
En la Antigüedad, el Averno estaba separado de otro lago cercano, el Lucrino, pero el cónsul Agripa construyó un puerto militar en el año 37 a. C., y abrió un canal entre los dos lagos que era navegable, además de una galería subterránea entre el Averno y la localidad de Cumas.
Según el escritor y geógrafo griego Estrabón, el Averno era un golfo, que formaba una península con el espacio de tierra comprendido entre el cabo Miseno, comenzando desde la línea transversal que une Cumas y el propio golfo.